# Villskär
Villskär med Kuddholmen, Södra Håpören, Norra Harrgrund, Södra Harrgrund, Svärtesbådagrund, Hässjegrund och Höuvbranten är en ö i Finland. Den ligger i Norra kvarken och i kommunen Vörå i den ekonomiska regionen  Vasa i landskapet Österbotten, i den västra delen av landet. Ön ligger omkring 37 kilometer norr om Vasa och omkring 400 kilometer norr om Helsingfors.
Öns area är 5,01 kvadratkilometer och dess största längd är 4,1 kilometer i sydöst-nordvästlig riktning. Ön höjer sig omkring 20 meter över havsytan.

## Sammansmälta delöar
- Villskär 63°26′37″N 21°48′08″Ö / 63.44365°N 21.80229°Ö
- Kuddholmen 63°25′52″N 21°49′11″Ö / 63.43118°N 21.81977°Ö
- Södra Håpören 63°26′19″N 21°49′47″Ö / 63.43874°N 21.82977°Ö
- Norra Harrgrund 63°26′02″N 21°49′31″Ö / 63.43388°N 21.82522°Ö
- Södra Harrgrund 63°25′52″N 21°49′31″Ö / 63.43098°N 21.82538°Ö
- Svärtesbådagrund 63°27′21″N 21°46′15″Ö / 63.45571°N 21.77079°Ö
- Hässjegrund 63°26′39″N 21°47′23″Ö / 63.44428°N 21.78971°Ö
- Höuvbranten 63°26′03″N 21°47′24″Ö / 63.4342°N 21.79001°Ö

## Klimat
Inlandsklimat råder i trakten. Årsmedeltemperaturen i trakten är 3 °C. Den varmaste månaden är augusti, då medeltemperaturen är 15 °C, och den kallaste är januari, med −9 °C.